# Großenkneten
Großenkneten er en by med godt 14.000 indbyggere beliggende i den sydvestlige del af Landkreis Oldenburg i den tyske delstat Niedersachsen.

## Geografi
Großenkneten ligger mellem floderne Hunte og Lethe. Kommunen ligger i Naturpark Wildeshauser Geest. Großenkneten er præget af landbrug, men mange indbyggere pendler til Oldenburg, der ligger omkring 20 km. mod nord.

### Inddeling
I kommunen Großenkneten ligger 19 byer og landsbyer: Ahlhorn (6.441), Amelhausen (120), Bakenhus (48), Bissel (319), Döhlen (461), Großenkneten (2.637), Hagel (32), Halenhorst (237), Haschenbrok (79), Hengstlage (136), Hespenbusch-Pallast (78), Hosüne (569), Huntlosen (1.831), Husum (60), Sage (623), Sage-Haast (290), Sannum (217), Steinloge (128), Westrittrum (106). (indbyggertal pr. 30. juni 2012, i parentes) 

### Nabokommuner og byer
| Littel (11 km) | Huntlosen (6 km) | Neerstedt (11 km)   |  |
| Sage (3 km)    |                  | Dötlingen (9 km)    |  |
| Ahlhorn (5 km) | Visbek (13 km)   | Rechterfeld (14 km) |  |

Afstandene er regnet fra centrum i byen.